# Alestorm
Alestorm – szkocki zespół folk/power metal. Pierwszy album zespołu, Captain Morgan’s Revenge, ukazał się w 2008. Tematyka utworów grupy oscyluje wokół piractwa.

## Muzycy
Obecny skład zespołu
- Máté Bodor – gitara (od 2015)
- Christopher Bowes – wokal prowadzący, instrumenty klawiszowe (od 2007)
- Gareth Murdock – gitara basowa, wokal wspierający (od 2009)
- Peter Alcorn – perkusja (od 2010)
- Elliot „Windrider” Vernon – instrumenty klawiszowe (od 2011)

Byli członkowie
- Dani Evans – gitara basowa (2007–2008), gitara (2008–2015)
- Ian Wilson – perkusja (2007–2008, 2008–2009, 2009–2010)
- Gavin Harper – gitara (2007–2008)
- Tim Shaw – gitara (2008)

Muzycy koncertowi
- Alex Tabisz – perkusja (2008)

## Dyskografia
Albumy
| Captain Morgan’s Revenge     | - data: 25 stycznia 2008 - wydawca: Napalm Records | –  | –   | –  | –  | –   | –   |
| Black Sails at Midnight      | - data: 27 maja 2009 - wydawca: Napalm Records     | 60 | –   | –  | –  | –   | –   |
| Back Through Time            | - data: 3 czerwca 2011 - wydawca: Napalm Records   | 42 | 200 | –  | –  | –   | –   |
| Sunset on the Golden Age     | - data: 1 sierpnia 2014 - wydawca: Napalm Records  | 26 | 68  | 39 | 58 | 109 | 186 |
| No Grave But the Sea         | - data: 26 maja 2017 - wydawca: Napalm Records     | 14 | 50  | 15 | 17 | 19  | 47  |
| Curse of the Crystal Coconut | - data: 20 maja 2020 - wydawca: Napalm Records     |    |     |    |    |     |     |
| Seventh Rum of a Seventh Rum | - data: 24 czerwca 2022 - wydawca: Napalm Records  | -  | -   | -  | -  | -   | -   |
| „–” album nie był notowany.  |                                                    |    |     |    |    |     |     |

Albumy koncertowe
| Tytuł                        | Dane dot. albumu                                    |
| ---------------------------- | --------------------------------------------------- |
| Live at the End of the World | - data: 15 listopada 2013 - wydawca: Napalm Records |

Minialbumy
| Tytuł     | Dane dot. albumu                                       |
| --------- | ------------------------------------------------------ |
| Leviathan | - data: 30 października 2008 - wydawca: Napalm Records |

Splity
| Tytuł                   | Dane dot. albumu                                | Uwagi                     |
| ----------------------- | ----------------------------------------------- | ------------------------- |
| Black Sails Over Europe | - data: 27 marca 2009 - wydawca: Napalm Records | - split z Týr i Heidevolk |